# Хераклиди
Хераклидите (на старогръцки: Ήρακλείδης, Herakleidai; на латински: Heracleidae, Herakliden, Herakleiden) в гръцката митология са потомците на Херакъл (или Херкулес). Херакъл е общогръцки герой (Heros), почитан преди всичко от дорийците. В митологичните предания на различни места из архаическия гръцки свят той има деца от различни жени. Споменават се в частност във връзка със завладяването на Пелопонес и покоряването на царствата на Микена, Сапрта и Аргос. След излизането на труда на Карл Отфрид Мюлер Die Dorier (1830) легендата за Хераклидите се счита за отражение на дорийското преселение.

## Митология

### Децата на Херакъл
- с петдесетте дъщери на Теспий (освен с една) той създава 51 сина:

с Prokris, най-възрастната дъщеря, синовете-близнаци Anitleon и Hippeus
с най-малката дъщеря – други близнаци.
- с вдовицата (или с една от дъщерите) на Фаунус (в Етрурия): Латин, прародител на латините
- с Псофис (дъщеря на Ерикс в Сицилия): Ехефрон и Промах
- с жената змия Ехидна в Хилая: Агатирсос, Гелонос и Скит (този става прародител на скитските царе)
- с Мегара (най-възрастната дъщеря на цар Креон на Тива): алкаидите (два, три, четири или осем сина)
- с Омфала (царицата на Лидия): Лам, Агелай (прародител на цар Крез) и Лаомедон
- с Малис (една от жените на Омфал): Kleodaios или Kleolaos и Alkaios
- с Халкиопа от Кос: Тесал
- с Деянира: Хил, Ктесип, Глен и Онит и единствената дъщеря на Херакъл Макария
- с Астиоха или Астидамея: Тлеполем (или Ktesippos)
- с Авга: Телеф
- с Фиало (дъщеря на Alkimedon): Aichmagoras
- с Партенопа (дъщеря на Стимфал): Еврес
- с Мелита (една водна нимфа): Хил
- също Теаген

### След смъртта на Херакъл
Херакъл е заплануван от Зевс за регент на Аргос, Лакония и на месенския Пилос. Хера го прогонва с хитрост и обещаните му територии отиват в ръцете на Евристей, цар на Микена. След смъртта на Херакъл неговите деца – след дълго обикаляне – намират убежище в Атина. Хил и неговите братя нахлуват в Пелопонес, но заради епидемия след една година се връщат обратно. Те отиват в Тесалия, където Егимий, приятел на Херакъл, осиновява Хил и му дава една трета от своето царство. След смъртта на Егимий неговите два сина, Памфил и Димас се подчиняват доброволно на техния осиновен брат, който така става регент на дорийците, и техните три племена са наречени на тези три герои.

### Завръщането на Хераклидите
Дорийското преселение се интерпретира като отражение на легендата за завръщането на Хераклидите, в частност в Пелопонес.